# Русская литература Казахстана
Русская литература Казахстана — русская литература, развивающаяся на территории Казахстана как в период его вхождения в состав Советского Союза, так и после обретения независимости в 1991 году.

## Печатные органы
- «Простор» — литературно-художественный журнал Союза Писателей Казахстана, издающийся на русском языке.
- «Аполлинарий» — альманах фонда «Мусагет»
- «Книголюб» — ежемесячное книжное обозрение (не издаётся)
- «Нива» — литературный журнал
- «Amanat» — международный казахстанский журнал на русском языке
- «Литературная Алма-Ата»
- Литературно-художественный журнал 《Первый микрорайон》(презентация в Городской юношеской библиотеке им. Жамбыла в сентябре 2016 года; базируется в столице; доступ свободный)

## Представители
- Виктор Бадиков
- Павел Банников
- Ольга Маркова
- Илья Одегов
- Канат Омар
- Эльдар Саттаров
- Юрий Серебрянский
- Морис Симашко
- Данияр Сугралинов
- Олжас Сулейменов
- Айгерим Тажи